# 竹島資料室
竹島資料室（たけしましりょうしつ）は、島根県松江市殿町の島根県庁第三分庁舎にある博物館である。

## 沿革
2005年（平成17年）、島根県は「竹島問題研究会」を設置し、竹島問題について専門家による調査・研究を進めてきた。島根県が所有する竹島関係の歴史的公文書や、この研究会の研究成果と収集資料を公開し、広く利用してもらうため、また竹島問題についてより一層の啓発活動を行うため、2007年（平成19年）4月に竹島資料室を開設した。
2012年（平成24年）10月、開室日を土日・祝日まで拡大した。
2019年（令和元年）12月5日、竹島資料室が入る島根県庁第三分庁舎（旧・島根県立博物館）が登録有形文化財に登録された。

## 展示
竹島に関する公文書、古文書、出版物、学術論文、写真、絵図、地図、ビデオテープ、DVD等。また、韓国側資料など。絵図については、一部デジタル化されている。

### 主な展示物
- 島根県へ編入した年に島根県知事が竹島視察をした明治38年の新聞記事
- 竹島が描かれた絵葉書
- 島根県内に7頭、世界でも14頭しか確認されていないニホンアシカの剥製
- 李承晩ラインに警鐘をならす年賀はがき[2]
- 書籍「平和條約の調印とこれからの日本」（1951年（昭和26年）9月25日発行）[3]
- 日本漁船を拿捕した韓国軍艦や過酷な生活環境に置かれた抑留者の様子[4]

など

## 利用案内
- 開館日：月・水～日曜、祝日
- 休館日：火曜、年末年始（12月29日～1月3日）
- 開館時間：9〜12時、13時〜17時
- 入館料：無料

### 交通アクセス
- JR西日本松江駅下車、県庁方面行きバスで約10分

## 関連事項
- 竹島
- 竹島の日
- 竹島の碑
- 領土・主権展示館 - 東京にある内閣官房の運営施設。
- 独島博物館 - 韓国の鬱陵島にある、世界最大の竹島問題を扱う博物館。
- 独島体験館 - 韓国ソウルにある竹島問題の施設。
- 李承晩ライン
- 領土問題
- 日本国と大韓民国との間の基本関係に関する条約
- ラスク書簡
- 日本国との平和条約